# New Orleans Jazz & Heritage Festival

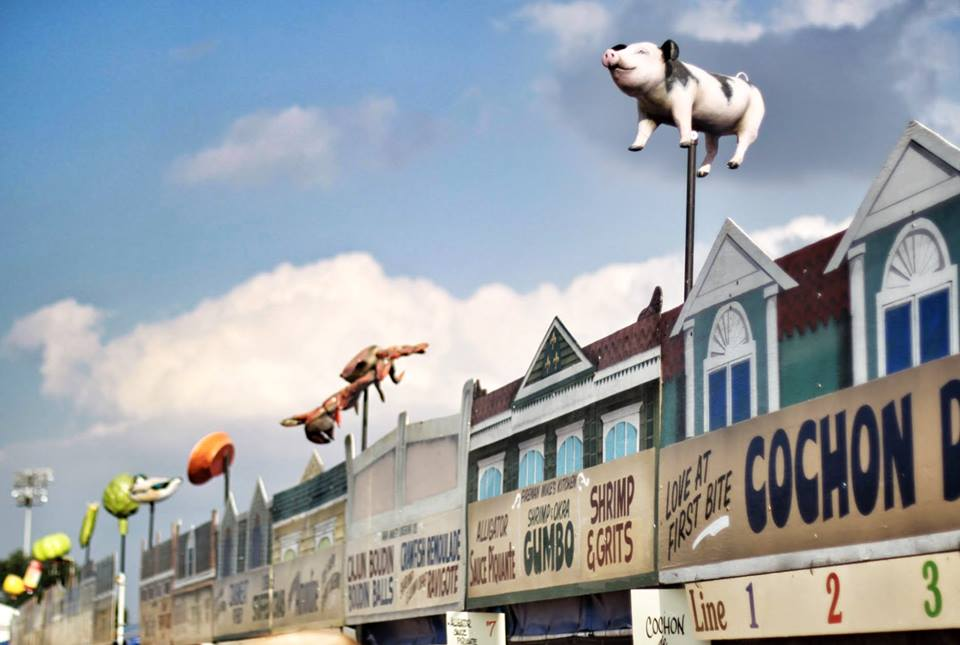
Étel, ital

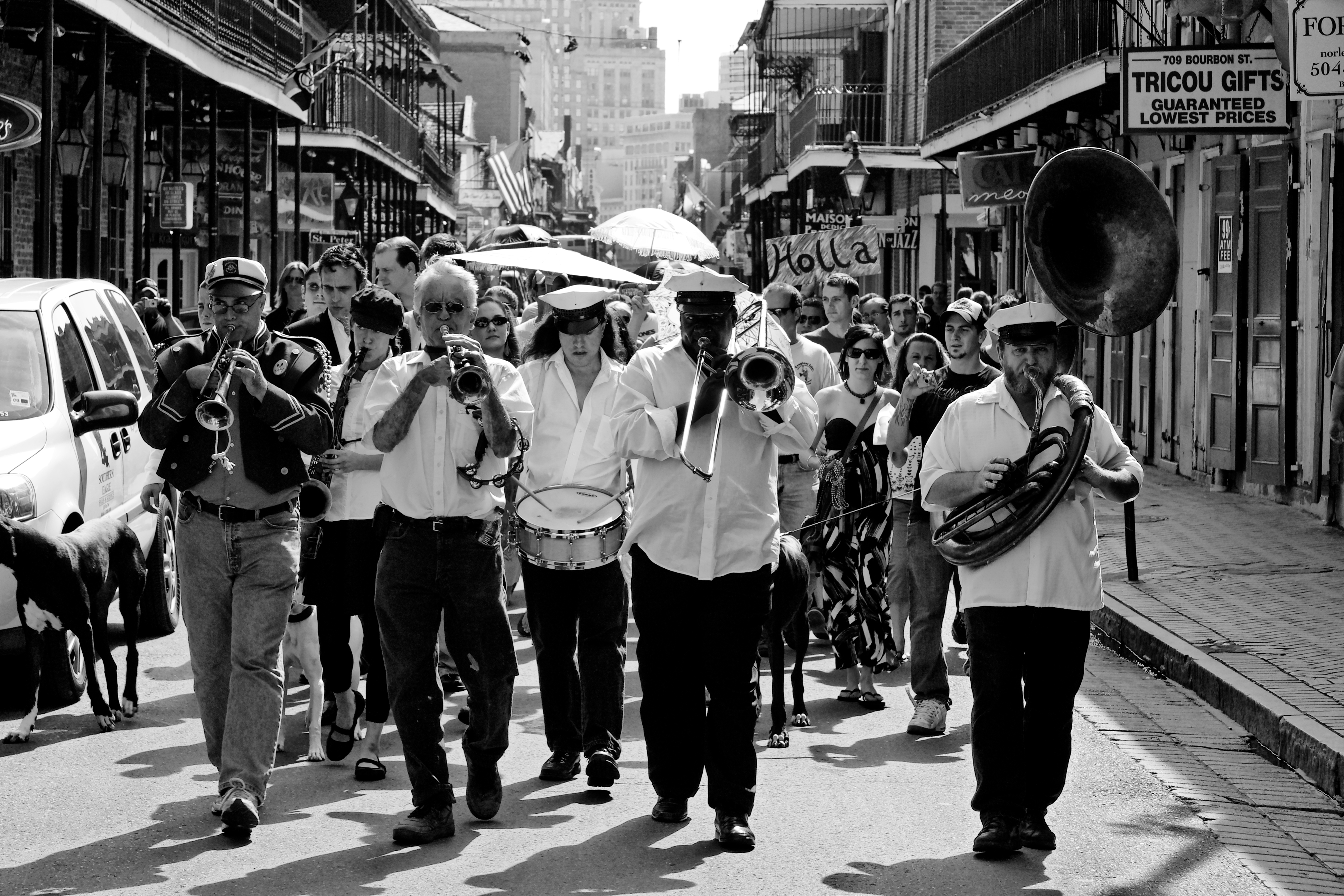
Rezesbanda a Holla Bourbon Streeten 2008-ban

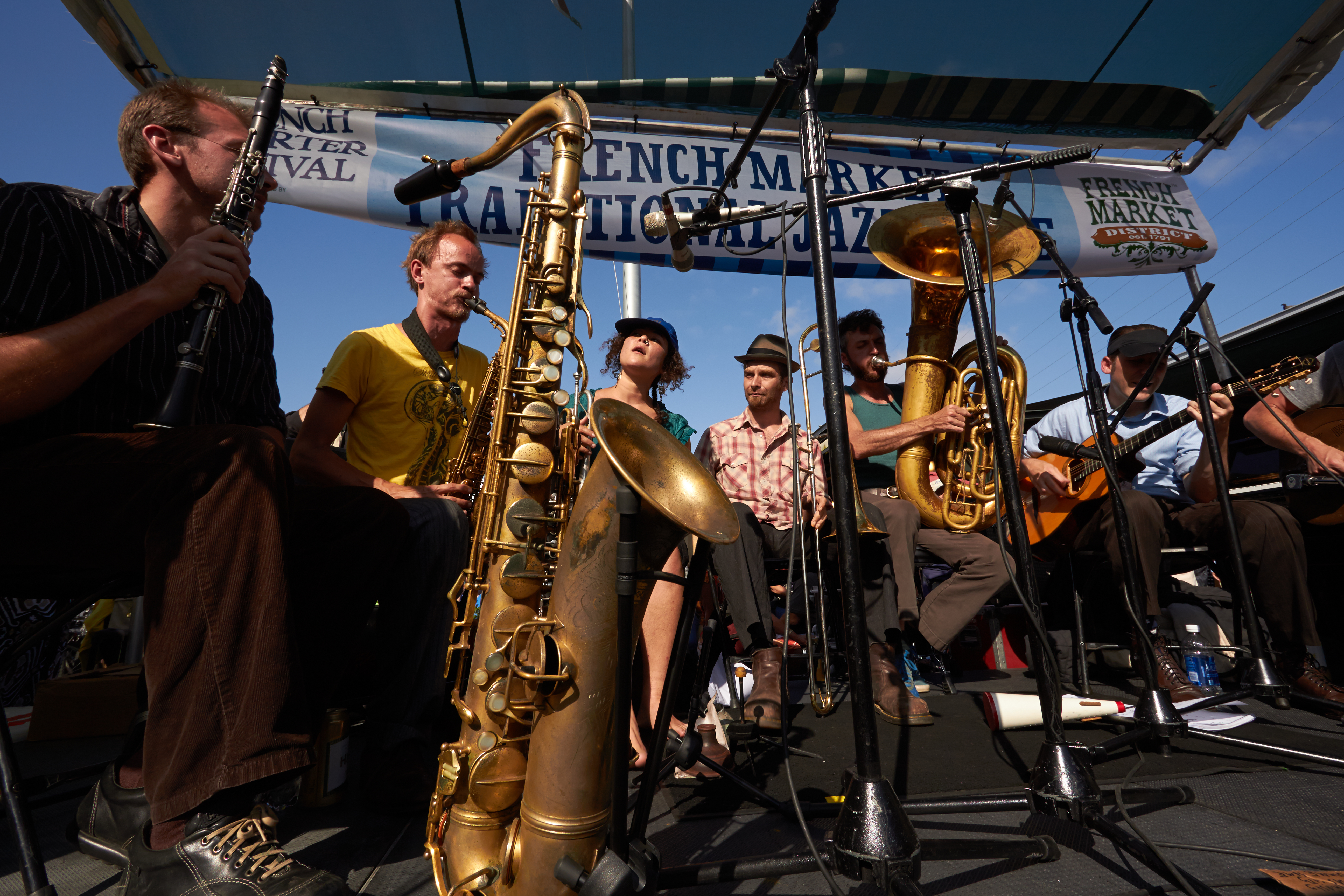
Tuba Skinny

A New Orleans Jazz & Heritage Fesztivál, amelyet röviden Jazz Festnek is neveznek, New Orleans és Louisiana zenéjének és kultúrájának éves ünnepe. A Jazz Fest kifejezés inkább a fesztivál napjaira, a New Orleans-i éjszaka klubokban zajló eseményeire vonatkozik.
A fesztivált 1970 óta évente rendezik meg. A New Orleans Hotel Motel Egyesület volt az alapító, míg a fesztivál tulajdonosa a „New Orleans Jazz & Heritage Alapítvány” (New Orleans Jazz and Heritage Foundation). A fesztivált évente április utolsó hétvégéjén, péntektől vasárnapig, majd május első hétvégéjén tartják meg Fair Grounds versenypályán, New Orleans közepén.
A fesztivál hivatalos weboldal szerint New Orleans és Louisiana bennszülöttjeinek zenéjét és kultúráját ünnepli, tehát a blues, a R&B, a gospel, afro-karibi, a latin, a rock, a rap, a country, a bluegrass ünnepe.

Az első fesztiválon még csak háromszázan voltak, de hívás nélkül megjelent például Mahalia Jackson; aztán a létszám évente növekedett, 2001-ben, amikor Louis Armstrong százéves születésnapját ünnepelték, már 650 000 ember volt jelen.